# Liège-Bastogne-Liège féminin 2025
Cet article concerne l'édition féminine de Liège-Bastogne-Liège. Pour la course masculine, voir Liège-Bastogne-Liège 2025.
La 9e édition du Liège-Bastogne-Liège féminin a lieu le 27 avril 2025. Elle fait partie de l'UCI World Tour féminin 2025.

## Équipes
| UCI Women's WorldTeams (14)- FDJ-Suez - Lidl-Trek - Movistar Team - Canyon//SRAM zondacrypto - Team Picnic PostNL - Team Visma \| Lease a Bike - Team SD Worx-Protime - UAE Team ADQ - AG Insurance-Soudal Team - Fenix-Deceuninck - Ceratizit Pro Cycling Team - Liv AlUla Jayco - Roland - Uno-X Mobility UCI Women's ProTeams (7)- VolkerWessels Women's Pro Cycling Team - EF Education-Oatly - Winspace Orange Seal - Arkéa-B&B Hotels Women - Cofidis Women Team - Laboral Kutxa-Fundación Euskadi - St Michel-Preference Home-Auber93 Équipes féminines continentales (3)- DD Group Pro Cycling - Lotto Ladies - Team Coop-Repsol |
| |

## Parcours
Partant de la ville ardennaise de Bastogne, le parcours long de 152,9 km rejoint Liège après avoir gravi dix côtes répertoriées :
| Num | Nom                                 | km    | Longueur (m) | Pente moyenne | km de l'arrivée |
| --- | ----------------------------------- | ----- | ------------ | ------------- | --------------- |
| 1   | Côte de Saint-Roch                  | 15,8  | 1 000        | 11,2 %        | 137,1           |
| 2   | Côte de Mont-le-Soie                | 59,7  | 4 000        | 6,1 %         | 93,2            |
| 3   | Côte de Wanne                       | 67,9  | 3 600        | 5,1 %         | 75              |
| 4   | Côte de Stockeu                     | 74,5  | 1 000        | 12,5 %        | 83,8            |
| 5   | Côte de la Haute-Levée              | 78,7  | 2 200        | 7,5 %         | 74,2            |
| 6   | Col du Rosier                       | 92,9  | 4 400        | 5,9 %         | 60              |
| 7   | Côte de Desnié                      | 106,2 | 1 600        | 8,1 %         | 46,7            |
| 8   | Côte de La Redoute                  | 119   | 1 600        | 9,4 %         | 33,9            |
| 9   | Côte des Forges (Stèle Stan Ockers) | 129,7 | 1 300        | 7,8 %         | 23,2            |
| 10  | Côte de la Roche aux faucons        | 139,6 | 1 300        | 11 %          | 13,3            |

## Classement final
| \| Classement général \| Classement général \| Classement général \| Classement général \| Classement général \| \| Coureuse \| Coureuse \| Pays \| Équipe \| Temps \| \| ------------------ \| ---------------------------- \| ------------------ \| ------------------------ \| ------------------ \| \| 1re \| Kimberley Le Court de Billot \| Maurice \| AG Insurance-Soudal Team \| 4 h 15 min 42 s \| \| 2e \| Puck Pieterse \| Pays-Bas \| Fenix-Deceuninck \| + 0 s \| \| 3e \| Demi Vollering \| Pays-Bas \| FDJ-Suez \| + 0 s \| \| 4e \| Cédrine Kerbaol \| France \| EF Education-Oatly \| + 0 s \| \| 5e \| Lotte Kopecky \| Belgique \| SD Worx-Protime \| + 24 s \| \| 6e \| Marlen Reusser \| Suisse \| Movistar Team \| + 24 s \| \| 7e \| Niamh Fisher-Black \| Nouvelle-Zélande \| Lidl-Trek \| + 24 s \| \| 8e \| Monica Trinca Colonel \| Italie \| Liv AlUla Jayco \| + 24 s \| \| 9e \| Katarzyna Niewiadoma \| Pologne \| Canyon//SRAM zondacrypto \| + 24 s \| \| 10e \| Yara Kastelijn \| Pays-Bas \| Fenix-Deceuninck \| + 24 s \| |                              |                  |                          |                 |
| |                              |                  |                          |                 |
| Source : ProCyclingStats |                              |                  |                          |                 |
| Classement général |                              |                  |                          |                 |
| Coureuse | Coureuse                     | Pays             | Équipe                   | Temps           |
| 1re | Kimberley Le Court de Billot | Maurice          | AG Insurance-Soudal Team | 4 h 15 min 42 s |
| 2e | Puck Pieterse                | Pays-Bas         | Fenix-Deceuninck         | + 0 s           |
| 3e | Demi Vollering               | Pays-Bas         | FDJ-Suez                 | + 0 s           |
| 4e | Cédrine Kerbaol              | France           | EF Education-Oatly       | + 0 s           |
| 5e | Lotte Kopecky                | Belgique         | SD Worx-Protime          | + 24 s          |
| 6e | Marlen Reusser               | Suisse           | Movistar Team            | + 24 s          |
| 7e | Niamh Fisher-Black           | Nouvelle-Zélande | Lidl-Trek                | + 24 s          |
| 8e | Monica Trinca Colonel        | Italie           | Liv AlUla Jayco          | + 24 s          |
| 9e | Katarzyna Niewiadoma         | Pologne          | Canyon//SRAM zondacrypto | + 24 s          |
| 10e | Yara Kastelijn               | Pays-Bas         | Fenix-Deceuninck         | + 24 s          |

## Liste des participantes
| Légende | Légende                                                                    | Légende | Légende                                                    |
| ------- | -------------------------------------------------------------------------- | ------- | ---------------------------------------------------------- |
| Num     | Dossard de départ porté par le coureur sur ce Liège-Bastogne-Liège         | Pos     | Position à l'arrivée de la course                          |
|         | Indique un maillot de champion national ou mondial, suivi de sa spécialité | NP      | Indique un coureur qui n'a pas pris le départ de la course |
| AB      | Indique un coureur qui n'a pas terminé la course                           | HD      | Indique un coureur qui a terminé la course hors des délais |

| FDJ-Suez TFS | FDJ-Suez TFS                  | FDJ-Suez TFS |
| ------------ | ----------------------------- | ------------ |
| Num          | Coureuse                      | Pos          |
| 1            | Demi Vollering (NED)          | 3e           |
| 2            | Elise Chabbey (SUI)           | 15e          |
| 3            | Léa Curinier (FRA)            | 51e          |
| 4            | Juliette Labous (FRA) (route) | 19e          |
| 5            | Évita Muzic (FRA)             | 16e          |
| 6            | Églantine Rayer (FRA)         | 70e          |

| UAE Team ADQ UAD | UAE Team ADQ UAD                   | UAE Team ADQ UAD |
| ---------------- | ---------------------------------- | ---------------- |
| Num              | Coureuse                           | Pos              |
| 11               | Elisa Longo Borghini (ITA) (route) | 48e              |
| 12               | Brodie Chapman (AUS)               | AB               |
| 13               | Erica Magnaldi (ITA)               | 18e              |
| 14               | Silvia Persico (ITA)               | AB               |
| 15               | Maëva Squiban (FRA)                | 49e              |
| 16               | Greta Marturano (ITA)              | 52e              |

| Canyon//SRAM zondacrypto CSZ | Canyon//SRAM zondacrypto CSZ | Canyon//SRAM zondacrypto CSZ |
| ---------------------------- | ---------------------------- | ---------------------------- |
| Num                          | Coureuse                     | Pos                          |
| 21                           | Katarzyna Niewiadoma (POL)   | 9e                           |
| 22                           | Chloé Dygert (USA)           | NP                           |
| 23                           | Cecilie Uttrup Ludwig (DEN)  | 41e                          |
| 24                           | Antonia Niedermaier (GER)    | 14e                          |
| 25                           | Soraya Paladin (ITA)         | 66e                          |
| 26                           | Alice Towers (GBR)           | 91e                          |

| SD Worx-Protime SDW | SD Worx-Protime SDW         | SD Worx-Protime SDW |
| ------------------- | --------------------------- | ------------------- |
| Num                 | Coureuse                    | Pos                 |
| 31                  | Lotte Kopecky (BEL) (route) | 5e                  |
| 32                  | Mischa Bredewold (NED)      | 46e                 |
| 33                  | Femke Gerritse (NED)        | 47e                 |
| 34                  | Steffi Häberlin (SUI)       | 26e                 |
| 35                  | Mikayla Harvey (NZL)        | 84e                 |
| 36                  | Anna van der Breggen (NED)  | 11e                 |

| EF Education-Oatly EFC | EF Education-Oatly EFC         | EF Education-Oatly EFC |
| ---------------------- | ------------------------------ | ---------------------- |
| Num                    | Coureuse                       | Pos                    |
| 41                     | Cédrine Kerbaol (FRA)          | 4e                     |
| 42                     | Nina Berton (LUX)              | AB                     |
| 43                     | Henrietta Christie (NZL)       | AB                     |
| 44                     | Kristen Faulkner (USA) (route) | 25e                    |
| 45                     | Magdeleine Vallieres (CAN)     | 65e                    |

| Team Visma \| Lease a Bike TVL | Team Visma \| Lease a Bike TVL | Team Visma \| Lease a Bike TVL |
| ------------------------------ | ------------------------------ | ------------------------------ |
| Num                            | Coureuse                       | Pos                            |
| 51                             | Pauline Ferrand-Prévot (FRA)   | 12e                            |
| 52                             | Marion Bunel (FRA)             | 22e                            |
| 53                             | Viktória Chladoňová (SVK)      | 50e                            |
| 54                             | Femke de Vries (NED)           | 31e                            |
| 55                             | Mijntje Geurts (NED)           | 88e                            |
| 56                             | Maud Oudeman (NED)             | 81e                            |

| Lidl-Trek LTK | Lidl-Trek LTK            | Lidl-Trek LTK |
| ------------- | ------------------------ | ------------- |
| Num           | Coureuse                 | Pos           |
| 61            | Niamh Fisher-Black (NZL) | 7e            |
| 62            | Lizzie Deignan (GBR)     | AB            |
| 63            | Riejanne Markus (NED)    | 36e           |
| 64            | Amanda Spratt (AUS)      | 17e           |
| 65            | Shirin van Anrooij (NED) | 79e           |
| 66            | Ellen van Dijk (NED)     | 32e           |

| Fenix-Deceuninck FDC | Fenix-Deceuninck FDC             | Fenix-Deceuninck FDC |
| -------------------- | -------------------------------- | -------------------- |
| Num                  | Coureuse                         | Pos                  |
| 71                   | Puck Pieterse (NED)              | 2e                   |
| 72                   | Ceylin del Carmen Alvarado (NED) | AB                   |
| 73                   | Sara Casasola (ITA)              | AB                   |
| 74                   | Yara Kastelijn (NED)             | 10e                  |
| 75                   | Flora Perkins (GBR)              | 89e                  |
| 76                   | Pauliena Rooijakkers (NED)       | 13e                  |

| AG Insurance-Soudal Team AGS | AG Insurance-Soudal Team AGS               | AG Insurance-Soudal Team AGS |
| ---------------------------- | ------------------------------------------ | ---------------------------- |
| Num                          | Coureuse                                   | Pos                          |
| 81                           | Kimberley Le Court de Billot (MRI) (route) | 1re                          |
| 82                           | Mireia Benito (ESP)                        | 35e                          |
| 83                           | Lore De Schepper (BEL)                     | 20e                          |
| 84                           | Ashleigh Moolman (RSA) (route)             | AB                           |
| 85                           | Julie Van de Velde (BEL)                   | 53e                          |
| 86                           | Urška Žigart (SLO) (route)                 | 38e                          |

| Movistar Team MOV | Movistar Team MOV        | Movistar Team MOV |
| ----------------- | ------------------------ | ----------------- |
| Num               | Coureuse                 | Pos               |
| 91                | Liane Lippert (GER)      | 24e               |
| 92                | Sara Martín (ESP)        | AB                |
| 93                | Mareille Meijering (NED) | 23e               |
| 94                | Paula Patiño (COL)       | 83e               |
| 95                | Marlen Reusser (SUI)     | 6e                |
| 96                | Claire Steels (GBR)      | 92e               |

| Team Picnic PostNL TPP | Team Picnic PostNL TPP  | Team Picnic PostNL TPP |
| ---------------------- | ----------------------- | ---------------------- |
| Num                    | Coureuse                | Pos                    |
| 101                    | Marta Cavalli (ITA)     | 45e                    |
| 102                    | Francesca Barale (ITA)  | 60e                    |
| 103                    | Eleonora Ciabocco (ITA) | 27e                    |
| 104                    | Josie Nelson (GBR)      | 90e                    |
| 105                    | Becky Storrie (GBR)     | AB                     |
| 106                    | Nienke Vinke (NED)      | 21e                    |

| Laboral Kutxa-Fundación Euskadi LKF | Laboral Kutxa-Fundación Euskadi LKF | Laboral Kutxa-Fundación Euskadi LKF |
| ----------------------------------- | ----------------------------------- | ----------------------------------- |
| Num                                 | Coureuse                            | Pos                                 |
| 111                                 | Yanina Kuskova (UZB)                | 68e                                 |
| 112                                 | Julia Biryukova (UKR)               | 69e                                 |
| 113                                 | Ane Santesteban (ESP)               | 56e                                 |
| 114                                 | Debora Silvestri (ITA)              | NP                                  |
| 115                                 | Alba Teruel (ESP)                   | AB                                  |
| 116                                 | Eneritz Vadillo (ESP)               | AB                                  |

| Uno-X Mobility UXM | Uno-X Mobility UXM                  | Uno-X Mobility UXM |
| ------------------ | ----------------------------------- | ------------------ |
| Num                | Coureuse                            | Pos                |
| 121                | Katrine Aalerud (NOR)               | 37e                |
| 122                | Solbjørk Minke Anderson (DEN)       | 40e                |
| 123                | Simone Boilard (CAN)                | AB                 |
| 124                | Ingvild Gåskjenn (NOR)              | 28e                |
| 125                | Anouska Koster (NED)                | 63e                |
| 126                | Mie Bjørndal Ottestad (NOR) (route) | 64e                |

| St Michel-Preference Home-Auber 93 AUB | St Michel-Preference Home-Auber 93 AUB | St Michel-Preference Home-Auber 93 AUB |
| -------------------------------------- | -------------------------------------- | -------------------------------------- |
| Num                                    | Coureuse                               | Pos                                    |
| 131                                    | Ségolène Thomas (FRA)                  | 44e                                    |
| 132                                    | Lucie Fityus (AUS)                     | AB                                     |
| 133                                    | Adèle Normand (CAN)                    | 78e                                    |
| 134                                    | Coline Raby (FRA)                      | AB                                     |
| 135                                    | Ella Simpson (AUS)                     | AB                                     |
| 136                                    | Emily Watts (AUS)                      | AB                                     |

| Ceratizit Pro Cycling Team CTC | Ceratizit Pro Cycling Team CTC | Ceratizit Pro Cycling Team CTC |
| ------------------------------ | ------------------------------ | ------------------------------ |
| Num                            | Coureuse                       | Pos                            |
| 141                            | Elena Hartmann (SUI)           | AB                             |
| 142                            | Fariba Hashimi (AFG)           | AB                             |
| 143                            | Marta Jaskulska (POL)          | AB                             |
| 144                            | Célia Le Mouël (FRA)           | 73e                            |
| 145                            | Dilyxine Miermont (FRA)        | 34e                            |
| 146                            | Sarah Van Dam (CAN)            | 62e                            |

| VolkerWessels VWT | VolkerWessels VWT           | VolkerWessels VWT |
| ----------------- | --------------------------- | ----------------- |
| Num               | Coureuse                    | Pos               |
| 151               | Eline Jansen (NED)          | AB                |
| 152               | Anneke Dijkstra (NED)       | 76e               |
| 153               | Laura Molenaar (NED)        | 59e               |
| 154               | Quinty Schoens (NED)        | 74e               |
| 155               | Margot Vanpachtenbeke (BEL) | 54e               |
| 156               | Bodine Vollering (NED)      | AB                |

| Cofidis COF | Cofidis COF            | Cofidis COF |
| ----------- | ---------------------- | ----------- |
| Num         | Coureuse               | Pos         |
| 161         | Julie Bego (FRA)       | 42e         |
| 162         | Flavie Boulais (FRA)   | AB          |
| 163         | Victorie Guilman (FRA) | AB          |
| 164         | Špela Kern (SLO)       | AB          |
| 165         | Clara Koppenburg (GER) | AB          |
| 166         | Nikola Nosková (CZE)   | AB          |

| Arkéa-B&B Hotels Women ARK | Arkéa-B&B Hotels Women ARK  | Arkéa-B&B Hotels Women ARK |
| -------------------------- | --------------------------- | -------------------------- |
| Num                        | Coureuse                    | Pos                        |
| 171                        | Lotte Claes (BEL)           | 61e                        |
| 172                        | Laura Asencio (FRA)         | 86e                        |
| 173                        | Valentina Cavallar (AUT)    | 39e                        |
| 174                        | Maaike Coljé (NED)          | AB                         |
| 175                        | Danielle De Francesco (AUS) | AB                         |
| 176                        | Titia Ryo (FRA)             | AB                         |

| Liv AlUla Jayco LIV | Liv AlUla Jayco LIV         | Liv AlUla Jayco LIV |
| ------------------- | --------------------------- | ------------------- |
| Num                 | Coureuse                    | Pos                 |
| 181                 | Silke Smulders (NED)        | 93e                 |
| 182                 | Ruby Roseman-Gannon (AUS)   | 87e                 |
| 183                 | Quinty Ton (NED)            | 72e                 |
| 184                 | Anna Trevisi (ITA)          | AB                  |
| 185                 | Monica Trinca Colonel (ITA) | 8e                  |

| Roland CGS | Roland CGS            | Roland CGS |
| ---------- | --------------------- | ---------- |
| Num        | Coureuse              | Pos        |
| 191        | Morgane Coston (FRA)  | 85e        |
| 192        | Giulia Giuliani (ITA) | 82e        |
| 193        | Petra Stiasny (SUI)   | 43e        |
| 194        | Sylvie Swinkels (NED) | 94e        |

| Team Coop-Repsol HPU | Team Coop-Repsol HPU  | Team Coop-Repsol HPU |
| -------------------- | --------------------- | -------------------- |
| Num                  | Coureuse              | Pos                  |
| 201                  | India Grangier (FRA)  | 71e                  |
| 202                  | Stine Dale (NOR)      | 58e                  |
| 203                  | Tiril Jørgensen (NOR) | 30e                  |
| 204                  | Stina Kagevi (SWE)    | 57e                  |
| 205                  | Magdalene Lind (NOR)  | 77e                  |
| 206                  | Mari Hole Mohr (NOR)  | AB                   |

| Winspace Orange Seal WOS | Winspace Orange Seal WOS | Winspace Orange Seal WOS |
| ------------------------ | ------------------------ | ------------------------ |
| Num                      | Coureuse                 | Pos                      |
| 211                      | Karolina Perekitko (POL) | 33e                      |
| 212                      | Marine Allione (FRA)     | 75e                      |
| 213                      | Camille Fahy (FRA)       | AB                       |
| 214                      | Nadia Gontova (CAN)      | 80e                      |
| 215                      | Florence Normand (CAN)   | AB                       |
| 216                      | Constance Valentin (FRA) | 55e                      |

| Lotto Ladies LOL | Lotto Ladies LOL            | Lotto Ladies LOL |
| ---------------- | --------------------------- | ---------------- |
| Num              | Coureuse                    | Pos              |
| 221              | Audrey De Keersmaeker (BEL) | 29e              |
| 222              | Maureen Arens (NED)         | AB               |
| 223              | Dina Boels (BEL)            | AB               |
| 224              | Esmée Gielkens (BEL)        | AB               |
| 225              | Anna van Wersch (NED)       | 67e              |
| 226              | Lani Wittevrongel (BEL)     | AB               |

| DD Group Pro Cycling DDG | DD Group Pro Cycling DDG | DD Group Pro Cycling DDG |
| ------------------------ | ------------------------ | ------------------------ |
| Num                      | Coureuse                 | Pos                      |
| 231                      | Manon De Boer (NED)      | AB                       |
| 232                      | Chloé Desmet (BEL)       | AB                       |
| 233                      | Ilse Grit (NED)          | AB                       |
| 234                      | Cleo Kiekens (BEL)       | AB                       |
| 235                      | Vera Tieleman (NED)      | AB                       |
| 236                      | Julie Vlyminck (BEL)     | NP                       |

| FDJ-Suez TFS | FDJ-Suez TFS                  | FDJ-Suez TFS |
| ------------ | ----------------------------- | ------------ |
| Num          | Coureuse                      | Pos          |
| 1            | Demi Vollering (NED)          | 3e           |
| 2            | Elise Chabbey (SUI)           | 15e          |
| 3            | Léa Curinier (FRA)            | 51e          |
| 4            | Juliette Labous (FRA) (route) | 19e          |
| 5            | Évita Muzic (FRA)             | 16e          |
| 6            | Églantine Rayer (FRA)         | 70e          |

| UAE Team ADQ UAD | UAE Team ADQ UAD                   | UAE Team ADQ UAD |
| ---------------- | ---------------------------------- | ---------------- |
| Num              | Coureuse                           | Pos              |
| 11               | Elisa Longo Borghini (ITA) (route) | 48e              |
| 12               | Brodie Chapman (AUS)               | AB               |
| 13               | Erica Magnaldi (ITA)               | 18e              |
| 14               | Silvia Persico (ITA)               | AB               |
| 15               | Maëva Squiban (FRA)                | 49e              |
| 16               | Greta Marturano (ITA)              | 52e              |

| Canyon//SRAM zondacrypto CSZ | Canyon//SRAM zondacrypto CSZ | Canyon//SRAM zondacrypto CSZ |
| ---------------------------- | ---------------------------- | ---------------------------- |
| Num                          | Coureuse                     | Pos                          |
| 21                           | Katarzyna Niewiadoma (POL)   | 9e                           |
| 22                           | Chloé Dygert (USA)           | NP                           |
| 23                           | Cecilie Uttrup Ludwig (DEN)  | 41e                          |
| 24                           | Antonia Niedermaier (GER)    | 14e                          |
| 25                           | Soraya Paladin (ITA)         | 66e                          |
| 26                           | Alice Towers (GBR)           | 91e                          |

| SD Worx-Protime SDW | SD Worx-Protime SDW         | SD Worx-Protime SDW |
| ------------------- | --------------------------- | ------------------- |
| Num                 | Coureuse                    | Pos                 |
| 31                  | Lotte Kopecky (BEL) (route) | 5e                  |
| 32                  | Mischa Bredewold (NED)      | 46e                 |
| 33                  | Femke Gerritse (NED)        | 47e                 |
| 34                  | Steffi Häberlin (SUI)       | 26e                 |
| 35                  | Mikayla Harvey (NZL)        | 84e                 |
| 36                  | Anna van der Breggen (NED)  | 11e                 |

| EF Education-Oatly EFC | EF Education-Oatly EFC         | EF Education-Oatly EFC |
| ---------------------- | ------------------------------ | ---------------------- |
| Num                    | Coureuse                       | Pos                    |
| 41                     | Cédrine Kerbaol (FRA)          | 4e                     |
| 42                     | Nina Berton (LUX)              | AB                     |
| 43                     | Henrietta Christie (NZL)       | AB                     |
| 44                     | Kristen Faulkner (USA) (route) | 25e                    |
| 45                     | Magdeleine Vallieres (CAN)     | 65e                    |

| Team Visma \| Lease a Bike TVL | Team Visma \| Lease a Bike TVL | Team Visma \| Lease a Bike TVL |
| ------------------------------ | ------------------------------ | ------------------------------ |
| Num                            | Coureuse                       | Pos                            |
| 51                             | Pauline Ferrand-Prévot (FRA)   | 12e                            |
| 52                             | Marion Bunel (FRA)             | 22e                            |
| 53                             | Viktória Chladoňová (SVK)      | 50e                            |
| 54                             | Femke de Vries (NED)           | 31e                            |
| 55                             | Mijntje Geurts (NED)           | 88e                            |
| 56                             | Maud Oudeman (NED)             | 81e                            |

| Lidl-Trek LTK | Lidl-Trek LTK            | Lidl-Trek LTK |
| ------------- | ------------------------ | ------------- |
| Num           | Coureuse                 | Pos           |
| 61            | Niamh Fisher-Black (NZL) | 7e            |
| 62            | Lizzie Deignan (GBR)     | AB            |
| 63            | Riejanne Markus (NED)    | 36e           |
| 64            | Amanda Spratt (AUS)      | 17e           |
| 65            | Shirin van Anrooij (NED) | 79e           |
| 66            | Ellen van Dijk (NED)     | 32e           |

| Fenix-Deceuninck FDC | Fenix-Deceuninck FDC             | Fenix-Deceuninck FDC |
| -------------------- | -------------------------------- | -------------------- |
| Num                  | Coureuse                         | Pos                  |
| 71                   | Puck Pieterse (NED)              | 2e                   |
| 72                   | Ceylin del Carmen Alvarado (NED) | AB                   |
| 73                   | Sara Casasola (ITA)              | AB                   |
| 74                   | Yara Kastelijn (NED)             | 10e                  |
| 75                   | Flora Perkins (GBR)              | 89e                  |
| 76                   | Pauliena Rooijakkers (NED)       | 13e                  |

| AG Insurance-Soudal Team AGS | AG Insurance-Soudal Team AGS               | AG Insurance-Soudal Team AGS |
| ---------------------------- | ------------------------------------------ | ---------------------------- |
| Num                          | Coureuse                                   | Pos                          |
| 81                           | Kimberley Le Court de Billot (MRI) (route) | 1re                          |
| 82                           | Mireia Benito (ESP)                        | 35e                          |
| 83                           | Lore De Schepper (BEL)                     | 20e                          |
| 84                           | Ashleigh Moolman (RSA) (route)             | AB                           |
| 85                           | Julie Van de Velde (BEL)                   | 53e                          |
| 86                           | Urška Žigart (SLO) (route)                 | 38e                          |

| Movistar Team MOV | Movistar Team MOV        | Movistar Team MOV |
| ----------------- | ------------------------ | ----------------- |
| Num               | Coureuse                 | Pos               |
| 91                | Liane Lippert (GER)      | 24e               |
| 92                | Sara Martín (ESP)        | AB                |
| 93                | Mareille Meijering (NED) | 23e               |
| 94                | Paula Patiño (COL)       | 83e               |
| 95                | Marlen Reusser (SUI)     | 6e                |
| 96                | Claire Steels (GBR)      | 92e               |

| Team Picnic PostNL TPP | Team Picnic PostNL TPP  | Team Picnic PostNL TPP |
| ---------------------- | ----------------------- | ---------------------- |
| Num                    | Coureuse                | Pos                    |
| 101                    | Marta Cavalli (ITA)     | 45e                    |
| 102                    | Francesca Barale (ITA)  | 60e                    |
| 103                    | Eleonora Ciabocco (ITA) | 27e                    |
| 104                    | Josie Nelson (GBR)      | 90e                    |
| 105                    | Becky Storrie (GBR)     | AB                     |
| 106                    | Nienke Vinke (NED)      | 21e                    |

| Laboral Kutxa-Fundación Euskadi LKF | Laboral Kutxa-Fundación Euskadi LKF | Laboral Kutxa-Fundación Euskadi LKF |
| ----------------------------------- | ----------------------------------- | ----------------------------------- |
| Num                                 | Coureuse                            | Pos                                 |
| 111                                 | Yanina Kuskova (UZB)                | 68e                                 |
| 112                                 | Julia Biryukova (UKR)               | 69e                                 |
| 113                                 | Ane Santesteban (ESP)               | 56e                                 |
| 114                                 | Debora Silvestri (ITA)              | NP                                  |
| 115                                 | Alba Teruel (ESP)                   | AB                                  |
| 116                                 | Eneritz Vadillo (ESP)               | AB                                  |

| Uno-X Mobility UXM | Uno-X Mobility UXM                  | Uno-X Mobility UXM |
| ------------------ | ----------------------------------- | ------------------ |
| Num                | Coureuse                            | Pos                |
| 121                | Katrine Aalerud (NOR)               | 37e                |
| 122                | Solbjørk Minke Anderson (DEN)       | 40e                |
| 123                | Simone Boilard (CAN)                | AB                 |
| 124                | Ingvild Gåskjenn (NOR)              | 28e                |
| 125                | Anouska Koster (NED)                | 63e                |
| 126                | Mie Bjørndal Ottestad (NOR) (route) | 64e                |

| St Michel-Preference Home-Auber 93 AUB | St Michel-Preference Home-Auber 93 AUB | St Michel-Preference Home-Auber 93 AUB |
| -------------------------------------- | -------------------------------------- | -------------------------------------- |
| Num                                    | Coureuse                               | Pos                                    |
| 131                                    | Ségolène Thomas (FRA)                  | 44e                                    |
| 132                                    | Lucie Fityus (AUS)                     | AB                                     |
| 133                                    | Adèle Normand (CAN)                    | 78e                                    |
| 134                                    | Coline Raby (FRA)                      | AB                                     |
| 135                                    | Ella Simpson (AUS)                     | AB                                     |
| 136                                    | Emily Watts (AUS)                      | AB                                     |

| Ceratizit Pro Cycling Team CTC | Ceratizit Pro Cycling Team CTC | Ceratizit Pro Cycling Team CTC |
| ------------------------------ | ------------------------------ | ------------------------------ |
| Num                            | Coureuse                       | Pos                            |
| 141                            | Elena Hartmann (SUI)           | AB                             |
| 142                            | Fariba Hashimi (AFG)           | AB                             |
| 143                            | Marta Jaskulska (POL)          | AB                             |
| 144                            | Célia Le Mouël (FRA)           | 73e                            |
| 145                            | Dilyxine Miermont (FRA)        | 34e                            |
| 146                            | Sarah Van Dam (CAN)            | 62e                            |

| VolkerWessels VWT | VolkerWessels VWT           | VolkerWessels VWT |
| ----------------- | --------------------------- | ----------------- |
| Num               | Coureuse                    | Pos               |
| 151               | Eline Jansen (NED)          | AB                |
| 152               | Anneke Dijkstra (NED)       | 76e               |
| 153               | Laura Molenaar (NED)        | 59e               |
| 154               | Quinty Schoens (NED)        | 74e               |
| 155               | Margot Vanpachtenbeke (BEL) | 54e               |
| 156               | Bodine Vollering (NED)      | AB                |

| Cofidis COF | Cofidis COF            | Cofidis COF |
| ----------- | ---------------------- | ----------- |
| Num         | Coureuse               | Pos         |
| 161         | Julie Bego (FRA)       | 42e         |
| 162         | Flavie Boulais (FRA)   | AB          |
| 163         | Victorie Guilman (FRA) | AB          |
| 164         | Špela Kern (SLO)       | AB          |
| 165         | Clara Koppenburg (GER) | AB          |
| 166         | Nikola Nosková (CZE)   | AB          |

| Arkéa-B&B Hotels Women ARK | Arkéa-B&B Hotels Women ARK  | Arkéa-B&B Hotels Women ARK |
| -------------------------- | --------------------------- | -------------------------- |
| Num                        | Coureuse                    | Pos                        |
| 171                        | Lotte Claes (BEL)           | 61e                        |
| 172                        | Laura Asencio (FRA)         | 86e                        |
| 173                        | Valentina Cavallar (AUT)    | 39e                        |
| 174                        | Maaike Coljé (NED)          | AB                         |
| 175                        | Danielle De Francesco (AUS) | AB                         |
| 176                        | Titia Ryo (FRA)             | AB                         |

| Liv AlUla Jayco LIV | Liv AlUla Jayco LIV         | Liv AlUla Jayco LIV |
| ------------------- | --------------------------- | ------------------- |
| Num                 | Coureuse                    | Pos                 |
| 181                 | Silke Smulders (NED)        | 93e                 |
| 182                 | Ruby Roseman-Gannon (AUS)   | 87e                 |
| 183                 | Quinty Ton (NED)            | 72e                 |
| 184                 | Anna Trevisi (ITA)          | AB                  |
| 185                 | Monica Trinca Colonel (ITA) | 8e                  |

| Roland CGS | Roland CGS            | Roland CGS |
| ---------- | --------------------- | ---------- |
| Num        | Coureuse              | Pos        |
| 191        | Morgane Coston (FRA)  | 85e        |
| 192        | Giulia Giuliani (ITA) | 82e        |
| 193        | Petra Stiasny (SUI)   | 43e        |
| 194        | Sylvie Swinkels (NED) | 94e        |

| Team Coop-Repsol HPU | Team Coop-Repsol HPU  | Team Coop-Repsol HPU |
| -------------------- | --------------------- | -------------------- |
| Num                  | Coureuse              | Pos                  |
| 201                  | India Grangier (FRA)  | 71e                  |
| 202                  | Stine Dale (NOR)      | 58e                  |
| 203                  | Tiril Jørgensen (NOR) | 30e                  |
| 204                  | Stina Kagevi (SWE)    | 57e                  |
| 205                  | Magdalene Lind (NOR)  | 77e                  |
| 206                  | Mari Hole Mohr (NOR)  | AB                   |

| Winspace Orange Seal WOS | Winspace Orange Seal WOS | Winspace Orange Seal WOS |
| ------------------------ | ------------------------ | ------------------------ |
| Num                      | Coureuse                 | Pos                      |
| 211                      | Karolina Perekitko (POL) | 33e                      |
| 212                      | Marine Allione (FRA)     | 75e                      |
| 213                      | Camille Fahy (FRA)       | AB                       |
| 214                      | Nadia Gontova (CAN)      | 80e                      |
| 215                      | Florence Normand (CAN)   | AB                       |
| 216                      | Constance Valentin (FRA) | 55e                      |

| Lotto Ladies LOL | Lotto Ladies LOL            | Lotto Ladies LOL |
| ---------------- | --------------------------- | ---------------- |
| Num              | Coureuse                    | Pos              |
| 221              | Audrey De Keersmaeker (BEL) | 29e              |
| 222              | Maureen Arens (NED)         | AB               |
| 223              | Dina Boels (BEL)            | AB               |
| 224              | Esmée Gielkens (BEL)        | AB               |
| 225              | Anna van Wersch (NED)       | 67e              |
| 226              | Lani Wittevrongel (BEL)     | AB               |

| DD Group Pro Cycling DDG | DD Group Pro Cycling DDG | DD Group Pro Cycling DDG |
| ------------------------ | ------------------------ | ------------------------ |
| Num                      | Coureuse                 | Pos                      |
| 231                      | Manon De Boer (NED)      | AB                       |
| 232                      | Chloé Desmet (BEL)       | AB                       |
| 233                      | Ilse Grit (NED)          | AB                       |
| 234                      | Cleo Kiekens (BEL)       | AB                       |
| 235                      | Vera Tieleman (NED)      | AB                       |
| 236                      | Julie Vlyminck (BEL)     | NP                       |